# Wilkins Micawber
Wilkins Micawber est un personnage de fiction de David Copperfield, un roman de Charles Dickens. Il a été inspiré par le père de l'auteur, John Dickens qui, lui aussi, a fini en prison pour dettes (la prison de King's Bench) faute d'avoir pu satisfaire aux exigences de ses créanciers.
Sa femme, Emma, le soutient avec patience contre vents et marées, bien que son père à elle, avant sa mort, ait dû plus d'une fois tirer son gendre d'affaire et que, du fait des circonstances, elle ait été forcée de mettre en gage tous ses bijoux de famille. Elle ne cesse de répéter : « Je n'abandonnerai jamais monsieur Micawber ! » et « Experientia apporte quelque chose (d'après Experientia docet : On apprend grâce à l'expérience) ».
Il entre au service d'Uriah Heep, qui le croit aussi malhonnête que lui-même, en raison de ses difficultés avec ses créanciers. Pourtant, Micawber est honnête et, après avoir travaillé quelque temps pour Heep, il le dénonce comme faussaire et escroc. Comme Heep est maintenant résolu  à le perdre, il repart à zéro et émigre en Australie avec sa famille, Daniel Peggotty et la petite Em'ly. En Australie, il réussit et devient magistrat ainsi que directeur de la « Port Middlebay Bank ».
Les illustrations de la première édition de Hablot Knight Browne le montrent avec culotte à l'ancienne, haut-de-forme et monocle.

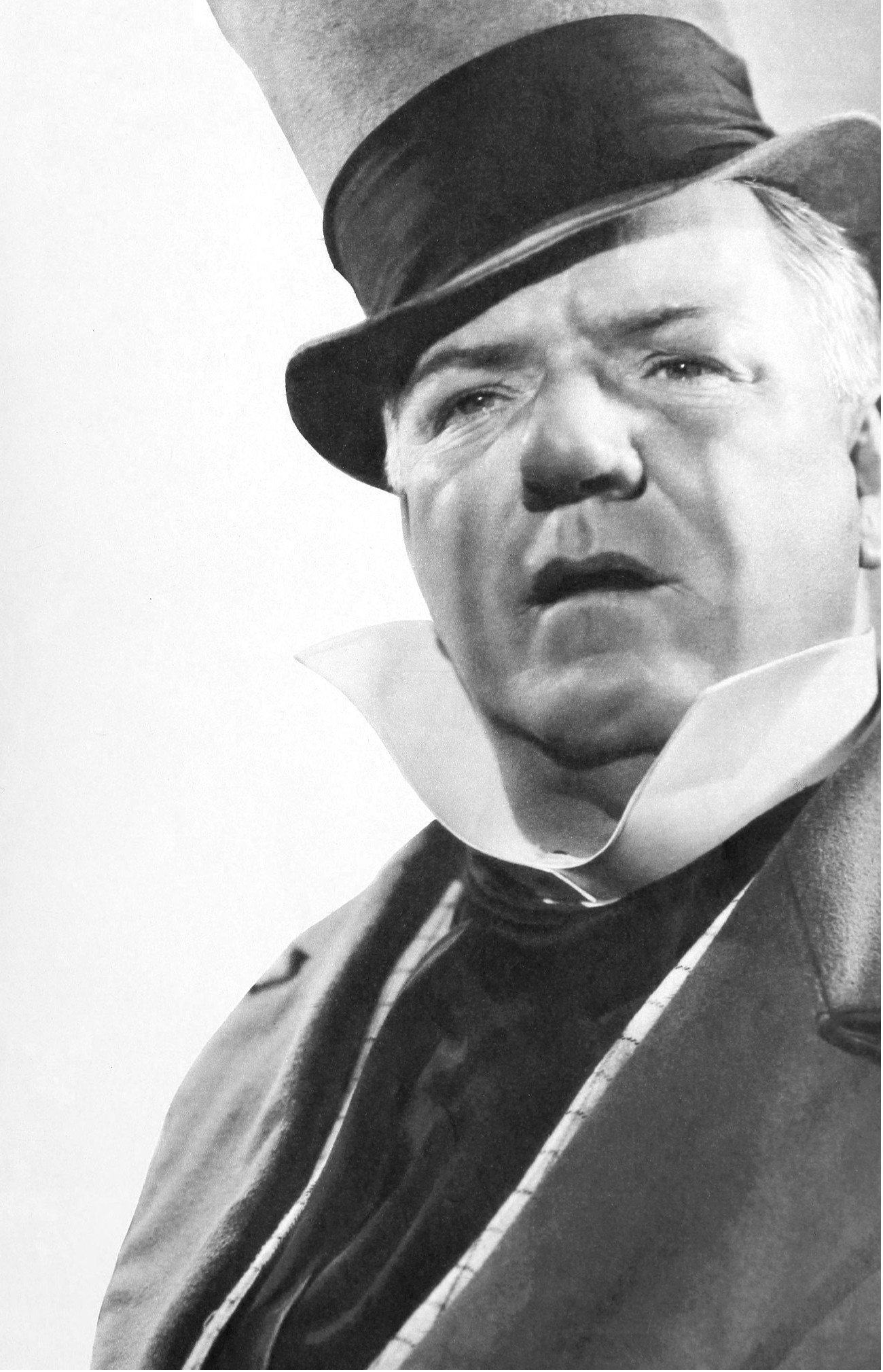
W. C. Fields dans le rôle de Wilkins Micawber en 1935.